# Nội các Liban tháng 12 năm 2016

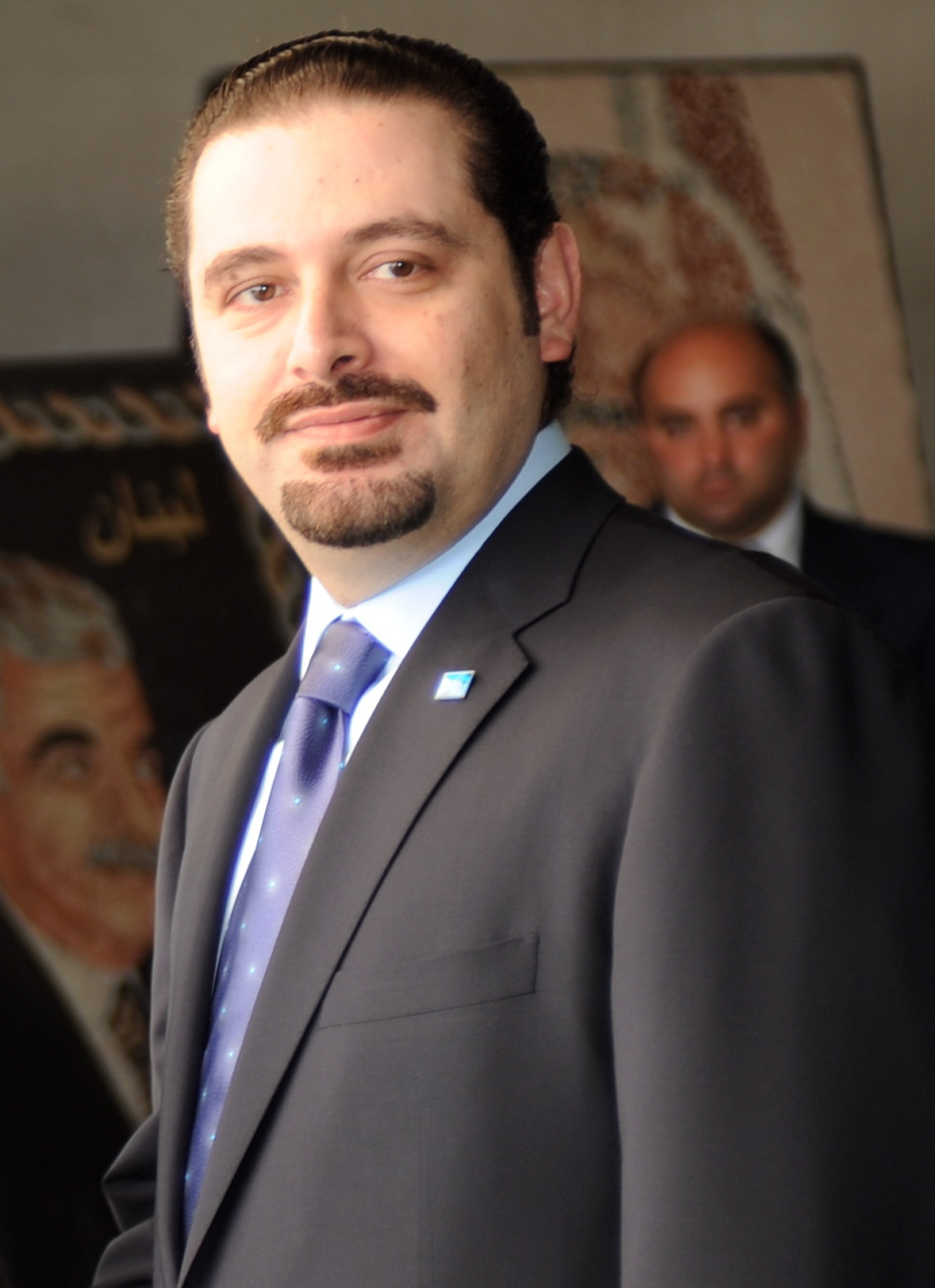
Thủ tướng Liban Saad Hariri

Vào ngày 18 tháng 12 năm 2016, nội các mới đã được thành lập sau khi Saad Hariri trở thành thủ tướng. Có 30 thành viên trong nội các, trong đó Hezbollah có hai vị trí.

## Thành phần
| Chính phủ Liban tháng 12 năm 2016               |                     |                           |                                           |
| Bộ                                              | Bộ trưởng           | Liên kết chính trị        | Tôn giáo                                  |
| Chia sẻ của tổng thống (5/30)                   |                     |                           |                                           |
| Bộ Quốc phòng                                   | Yaacoub Sarraf      | Phong trào Yêu nước Tự do | Thiên Chúa giáo, Chính thống giáo Hy Lạp  |
| Bộ Môi trường                                   | Tarek Khatib        | Phong trào Yêu nước Tự do | Hồi giáo, Sunni                           |
| Bộ Tư pháp                                      | Salim Jreissati     | Phong trào Yêu nước Tự do | Thiên Chúa giáo, Công giáo Hy Lạp         |
| Cơ quan Đối ngoại tổng thống                    | Pierre Raffoul      | Phong trào Yêu nước Tự do | Thiên Chúa giáo, Giáo hội Maronite        |
| Cơ quan chống tham nhũng                        | Nicolas Tueni       | Phong trào Yêu nước Tự do | Thiên Chúa giáo, Chính thống giáo Hy Lạp  |
| Khối Thay đổi và Cải cách (4/30)                |                     |                           |                                           |
| Bộ Ngoại giao và Di cư                          | Gebran Bassil       | Phong trào Yêu nước Tự do | Thiên Chúa giáo, Giáo hội Maronite        |
| Bộ Kinh tế và Thương mại                        | Raed Khoury         | Phong trào Yêu nước Tự do | Thiên Chúa giáo, Chính thống giáo Hy Lạp  |
| Bộ Năng lượng và Nước                           | Cesar Abi Khalil    | Phong trào Yêu nước Tự do | Thiên Chúa giáo, Giáo hội Maronite        |
| Bộ Du lịch                                      | Avedis Gidanian     | Tashnag                   | Thiên Chúa giáo, Chính thống giáo Armenia |
| Lực lượng Liban (4/30)                          |                     |                           |                                           |
| Phó thủ tướng kiêm Bộ trưởng Sức khỏe công cộng | Ghassan Hasbani     | Lực lượng Liban           | Thiên Chúa giáo, Chính thống giáo Hy Lạp  |
| Bộ Thông tin                                    | Melhem Riachi       | Lực lượng Liban           | Thiên Chúa giáo, Công giáo Hy Lạp         |
| Bộ Xã hội                                       | Pierre Abi Assi     | Lực lượng Liban           | Thiên Chúa giáo, Giáo hội Maronite        |
| Bộ Kế hoạch nhà nước                            | Michael Pharaon     | Độc lập                   | Thiên Chúa giáo, Chính thống giáo Hy Lạp  |
| Chia sẻ của thủ tướng (7/30)                    |                     |                           |                                           |
| Thủ tướng                                       | Saad Hariri         | Phong trào Tương lai      | Hồi giáo, Sunni                           |
| Bộ Nội địa và Đô thị                            | Nouhad Machnouk     | Phong trào Tương lai      | Hồi giáo, Sunni                           |
| Bộ Viễn thông                                   | Jamal el-Jarrah     | Phong trào Tương lai      | Hồi giáo, Sunni                           |
| Bộ Lao động                                     | Mohammad Kabarra    | Phong trào Tương lai      | Hồi giáo, Sunni                           |
| Bộ Văn hoá                                      | Ghatas Khoury       | Phong trào Tương lai      | Thiên Chúa giáo, Giáo hội Maronite        |
| Cơ quan Các vấn đề phụ nữ                       | Jean Oghassapian    | Phong trào Tương lai      | Thiên Chúa giáo, Chính thống giáo Armenia |
| Cơ quan Các vấn đề người tỵ nạn                 | Mou'een el-Meherbi  | Phong trào Tương lai      | Hồi giáo, Sunni                           |
| Khối Thúc đẩy dân chủ (2/30)                    |                     |                           |                                           |
| Bộ Giáo dục và đào tạo đại học                  | Marwan Hamadeh      | Đảng Xã hội Tiến bộ       | Druze                                     |
| Cơ quan Các vấn đề nhân quyền                   | Ayman Shkeir        | Đảng Xã hội Tiến bộ       | Druze                                     |
| Phong trào Amal (3/30)                          |                     |                           |                                           |
| Bộ Tài chính                                    | Ali Hassan Khalil   | Phong trào Amal           | Hồi giáo, Shi'a                           |
| Bộ Nông nghiệp                                  | Ghazi Zaiter        | Phong trào Amal           | Hồi giáo, Shi'a                           |
| Cơ quan Phát triển nhà nước                     | Inaya Ezeddine      | Phong trào Amal           | Hồi giáo, Shi'a                           |
| Khối Trung thành với kháng chiến (2/30)         |                     |                           |                                           |
| Bộ Công nghiệp                                  | Hussein Hajj Hassan | Hezbollah                 | Hồi giáo, Shi'a                           |
| Bộ Thanh niên và Thể thao                       | Muhammad Fneish     | Hezbollah                 | Hồi giáo, Shi'a                           |
| Khác (3/30)                                     |                     |                           |                                           |
| Bộ Công chính và Giao thông                     | Youssef Finianos    | Phong trào Marada         | Thiên Chúa giáo, Giáo hội Maronite        |
| Bộ Vận tải                                      | Talal Arslan        | Đảng Dân chủ Liban        | Druze                                     |
| Cơ quan Các vấn đề lập pháp                     | Ali Qanso           | Đảng Dân tộc Xã hội Syria | Hồi giáo, Shi'a                           |